# Walzweiher
Der Walzweiher ist ein Stausee des Aschbachs im Pfälzerwald im Gebiet der Ortsgemeinde Stelzenberg, die zum rheinland-pfälzischen Landkreis Kaiserslautern gehört.

## Lage
Der etwa zehn Hektar große, sehr langgestreckte See liegt im Südwesten der Gemarkung von Stelzenberg; wenig oberhalb des Westufers verläuft die Gemarkungsgrenze zur kreisfreien Stadt Kaiserslautern. An seinem Südufer steht ein Walzwerk, kurz nach dem und nur 200 Meter südlich des Seeausflusses der Aschbach in die Moosalbe mündet.

## Geschichte
An gleicher Stelle befand sich in früherer Zeit der Schönberger Woog, der im Laufe der Jahre trocken fiel. Der heutige See wurde danach um das Jahr 1825 angelegt. Er diente vor allem dem Blechwalzwerk am Südufer, von dem er seinen Namen hat.

## Natur
Der Walzweiher ist Bestandteil eines insgesamt 13,5 Hektar umfassenden Biotops, das zusätzlich das unmittelbar nördlich liegende Sumpfgebiet Pfalzwoog umfasst. Am See leben mehrere Vogelarten.

## Tourismus
Die Nordroute der Pfälzer Jakobswege, der mit einem roten Kreuz markierte Fernwanderweg Franken-Hessen-Kurpfalz und der Gewässerwanderweg an der Moosalbe führen am Walzweiher vorbei.

## Verkehr
Unmittelbar am Westufer entlang führt die Bundesstraße 270, von der unweit seines Nordufer die Landesstraße 502 abzweigt. Nach einer über den oberen Seeteil geschlagenen Bahnbrücke verläuft auf dem längsten Teil des Ostufer die Biebermühlbahn.